# Norra Qidynastin
Norra Qidynastin, (北齐, Běi Qí), var en av de norra dynastierna i Kina som regerade åren 550-577.
Norra Qi var en efterföljare till staten Östra Wei och grundades av kejsare Wenxuan, som hade en hankinesisk far och en moder som kom från Xianbei-folket, vars språk kom att användas av Qi-hovet.

## Kulturell betydelse

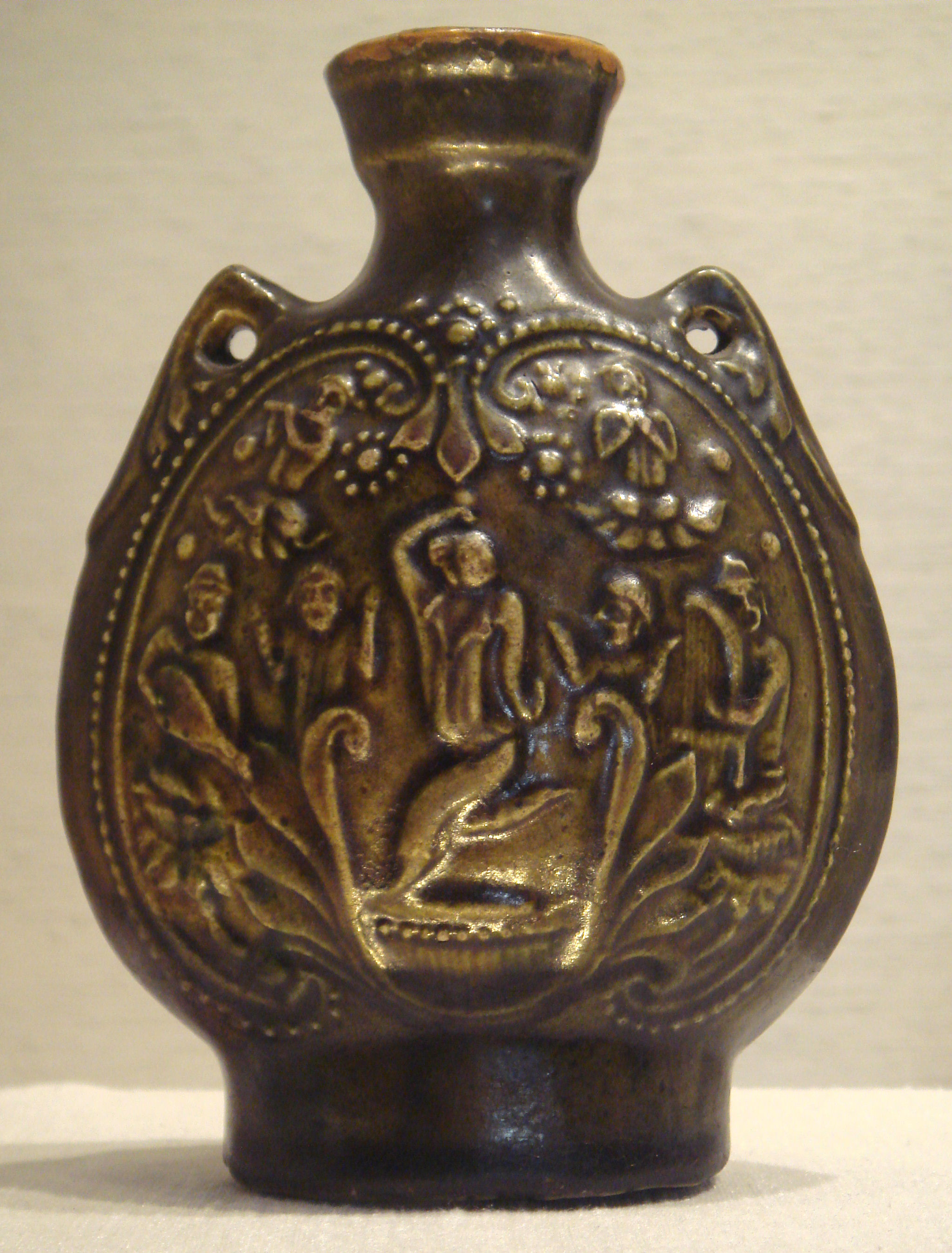
Keramikkärl från Norra Qi med avbildning av dansare från Centralasien.

Även om dynastin var politiskt kaotisk med flera inkompetenta kejsare var perioden en kulturell blomstringsperiod. Ett av de mest kända minnesmärkena från perioden är grottorna i Xiangtangshan i Hebei-provinsen. Norra Qi var särskilt betydande inom keramiken och den buddhistiska konsten, då starka influenser från det samtida Guptariket skapade en ny skulpturstil. Detta lade grunden för mycket av den kosmopolitiska kulturen under Sui och Tangdynastierna.
Större delen av vår kunskap om dynastin kommer från det officiella historieverket Bei Qi-shu, vilket färdigställdes av Li Baiyao år 636.

## Norra Qidynastins härskare
| Postumt namn        | Personligt namn | Regeringsperiod | Periodnamn                                                       |
| ------------------- | --------------- | --------------- | ---------------------------------------------------------------- |
| Wénxuāndì (文宣帝)  | Gāo Yáng (高洋) | 550–559         | Tiānbǎo (天保) 550–559                                           |
| Fèidì (廢帝)        | Gāo Yīn (高殷)  | 559–560         | Qiánmíng (乾明) 560                                              |
| Xiàozhāodì (孝昭帝) | Gāo Yǎn (高演)  | 560–561         | Huángjiàn (皇建) 560–561                                         |
| Wǔchéngdì (武成帝)  | Gāo Dān (高湛)  | 561–565         | Tàiníng (太寧) 561–562 Heqing (河清) 562–565                     |
| Hòuzhǔ (後主)       | Gāo Wěi (高緯)  | 565–-577        | Tiāntǒng (天統) 565–569 Wǔpíng (武平) 570–576 Lónghuà (隆化) 576 |
| Yòuzhǔ (幼主)       | Gāo Héng (高恆) | 577             | Chéngguāng (承光) 577                                            |

## Källa
- Lewis, Mark Edward (2009) (på engelska). China between empires: the northern and southern dynasties. History of imperial China. Cambridge, Mass.: Belknap Press of Harvard University Press. Libris 11699639. ISBN 0-674-02605-5